# Château de Carneville
Le château de Carneville est une demeure du début du XVIIe siècle, remaniée au XVIIIe, qui se dresse sur le territoire de la commune française de Carneville, dans le département de la  Manche, en région Normandie. L'édifice est partiellement protégé au titre des monuments historiques.

## Localisation
Le château est situé, dans le Val de Saire, à 1,1 kilomètre au sud de l'église Saint-Malo de Carneville, dans le département français de la Manche.

## Historique
Un château connu sous le nom de château de la Motte existait à Carneville dès le Moyen Âge et sera détruit en 1405 par les Anglais.
C'est François Simon (v. 1592-1660) qui fit construire sur les terres de la seigneurie un nouveau manoir, encore visible et qui porte gravé, sur un linteau, la date de 1640. Son fils, Hervé François Simon (1652-1708) fait construire un second manoir daté de 1699. Ces deux manoirs, transformés en dépendances du nouveau château, n'ont pratiquement pas été modifiés depuis lors.
Le château lui-même est édifié en 1755 par François Hervé Simon de Carneville (1721-1798), sur le modèle du château de Saint-Pierre-Église. Il comporte une boulangerie et un parc d'arbres fruitiers, avec l'idée de développer la rusticité, suivant les idées des physiocrates. De son union avec Françoise Charlotte Brohier (1729-1804), François Hervé a cinq enfants, Françoise Constance (1749-1825), épouse de Bon Paul Jacques Érard de Belisle († 1805), baron de Saint-Pierre-Église, Marie Françoise Charlotte (née en 1752), mariée à Pierre Charles Bernardin du Tertre, Georges François (1750-1837) et François Charles Adrien Symon (1754-1816), vicomte de Carneville, lieutenant-général honoraire, tous deux officiers de cavalerie et qui émigrèrent à la Révolution pour servir dans l'armée des Princes puis au service de l'empereur d'Autriche. En 1792, François Charles Adrien finance une « Légion de Normandie » ou premier « corps de Carneville » dans laquelle il dépensa 600 000 francs et dont il était colonel propriétaire. Ce corps eut une durée éphémère. En 1793, il crée un nouveau corps franc et deviendra feld-maréchal ainsi que chambellan de l'empereur d'Autriche, et épousera en secondes noces la fille du prince Lichnowski. Son frère, Georges François Symon, comte de Carneville, lieutenant-général honoraire, servira également à la tête des « Hussards de Carneville ». De retour en France sous la Restauration, les deux frères furent maréchaux de camp puis lieutenants généraux honoraires.
Le plus jeune des frères, Louis François Paulin Symon, né en 1769, est maire de Carneville de 1822 à 1831. En 1836, il est contraint de vendre le château qui est acquis la même année par un avocat d'Avranches, Jean-Jacques La Hougue. Le domaine est décrit alors comme comprenant le château couvert en pierres, soit un rez-de-chaussée, deux étages et greniers formant le comble, « composé de 75 appartements, avec ses dépendances, cour, avenues, un très vaste jardin contenant trente ares et deux étangs, une ferme et bâtiment d'exploitation et trois cents vergées de terre… en bon état… d'un revenu de 6 000 francs »,.
En 1880, Georges Ernest Symon (1831-1915), officier, comte de Carneville, fils de Georges François Dominique Symon de Carneville (1799-1868), gentilhomme ordinaire du roi Charles X et de Marguerite Émilie Montmorin de Saint-Herem (1797-1871), rachète l'ancien domaine familial. Georges Ernest épouse Françoise Marie Étiennette Cozzi avec qui il a deux filles, Ernestine-Eugénie et Marie Caroline, ainsi qu'un fils, Georges François, licencié en droit, mort en 1922.
En 1927, le château est la possession du comte René Clérel de Tocqueville (1899-1989), fils du châtelain de Tocqueville, maire de Tocqueville de 1924 à 1945 puis de Carneville de 1947 à 1977, et de sa femme née Marie de Gargan (1902-1989) épousée en 1926, et sœur de la future maréchale Leclerc de Hauteclocque et apparenté à la famille de Wendel. Après le conflit, le comte et la comtesse de Tocqueville le restaurent. Hélène de Tocqueville, leur fille, embellit le jardin avec la création d'une roseraie, avant de vendre le château en 2011 à un antiquaire.
En 2012, le château est acquis par Guillaume Garbe. Son nouveau propriétaire engage alors des aménagements pour ouvrir au public le parc du château. Des manifestations culturelles et des événements festifs pour la commune sont notamment organisées dans ses jardins.
Alors, l'intérieur du château, très dégradé par la mérule, subit des travaux. En 2015, le prix Hélie de Noailles, doté de 15 000 euros, récompensant un jeune repreneur, est attribué à Guillaume Garbe.
En mai 2018, il est retenu pour bénéficier du loto du patrimoine.

## Description
Le château de Carneville, avec sa façade longue de 26 mètres, couvre 900 m2, auxquels il faut ajouter 2 000 m2 de dépendances et un parc de 7 hectares, et derrière le château un jardin à la française, est précédé d'une vaste cour d'honneur à laquelle on accède grâce à une majestueuse allée, bordée de chaque côté de deux rangées d'arbres. La cour d'honneur a été aménagée par René de Tocqueville qui fit creuser sur le côté une pièce d'eau et mit en place un puits du XVIIIe siècle. Dans le parc, on peut admirer un chêne centenaire datant d'au moins 600 ans.
Le château se présente sous la forme d'un corps de logis quadrangulaire au plan massé (deux pièces en profondeur) long de 26 mètres, haut d'un étage surmonté de lucarnes aux fenêtres cintrées, sur rez-de-chaussée surélevé. La façade sud-ouest, côté cour d'honneur, arbore un pavillon ou avant-corps central, surmonté d'un fronton triangulaire, avec trois fenêtres, souligné par deux rangées verticales de pierres en bossages est flanqué de deux ailes très courtes qui s'éclairent par deux fenêtres à chaque niveau.
Sa façade côté cour au rythme ternaire, très en vogue au XVIIe siècle, est percée de quatorze baies, alors que sa façade arrière en compte dix-huit. Les diverses formes des linteaux apportent à l'ensemble une certaine harmonie. De par son architecture, il peut être rapproché du château de Tourville à Lestre ou encore de l'hôtel de Folliot de Ferville (ou de la Grimonnière), rue de Wéléat à Valognes.
Les deux manoirs construits en matériaux du pays, dont le granit rose de Fermanville et le schiste des toitures, ont subi peu de transformations depuis leur édification. Le plus ancien, un temps écurie, s'agrémente d'un escalier extérieur protégé par un auvent. Subsistent à proximité de ce bâtiment les vestiges d'un pigeonnier détruit à la Révolution. Le second manoir, d'époque Louis XIV, se présente sous la forme d'un long bâtiment, aux ouvertures allongées, dont le linteau surhaussé s'encastrant dans le toit sert d'appui à des petites lucarnes surmontées d'un épi à feu, et couvert en schistes. Il est agrandi en 1725 d'une boulangerie, avec un toit de chaume ondulé, bâtie par Charles François Simon (1697-1736), fils d'Hervé François.
La basse-cour est agrémentée au XIXe siècle de différents bâtiments, notamment avec l'écurie de 1895, aujourd'hui la « salle du canal » et d'une dindonnerie ; une pierre porte toutefois le millésime 1078 mais il s'agit d'une pierre de réemploi, venant certainement de l'église primitive du village du XIe siècle, entièrement reconstruite à la fin du XIXe siècle. Est présente également une ancienne glacière, sans doute de la fin du XVIIIe siècle, qui fut modifiée durant la Seconde Guerre mondiale par l'occupant.

### Le château en 1835
Lors de sa mise en vente en 1835, le notaire local, dans l'annonce qu'il passe, décrit ainsi la propriété : « le château de Carneville, composé de 75 appartements, avec ses dépendances, cour, avenues, un très vaste jardin contenant 30 ares et deux étangs. une ferme et bâtiment d'exploitation, et 300 vergées ou environ de terres divisées en pièces labourables, plantées et non plantées, prés, herbages et bois, dont le sol est très bon et susceptible d'être cultivé. Cette propriété patrimoniale est d'une exploitation très facile. Sa proximité des villes de Valognes, Cherbourg et Saint-Pierre-Église, lui offre un très grand avantage ».

## Le parc
Il est situé sur d'anciens marais asséchés, entre 1764 et 1770, sur ordre de Louis XV. Le jardin à la française fait suite à un jardin à l'anglaise ravagé par la tempête de 1987. Le parc est ouvert à la visite du printemps jusqu'à la fin septembre. À la périphérie de ce dernier, une petite chapelle a été édifiée par le comte de Tocqueville.

## Protection
Au titre des monuments historiques :
- les façades et toitures et les pièces suivantes avec leur décor : salle à manger, le bureau et le petit salon au rez-de-chaussée, la chambre située au-dessus du petit salon à l'entresol, les cheminées des chambres 4, 8, 15 avec leur trumeau sont classées par arrêté du 28 juillet 1975 ;
- les façades et toitures du bâtiment ancien des communs et de la boulangerie sont inscrites par arrêté du 28 juillet 1975.

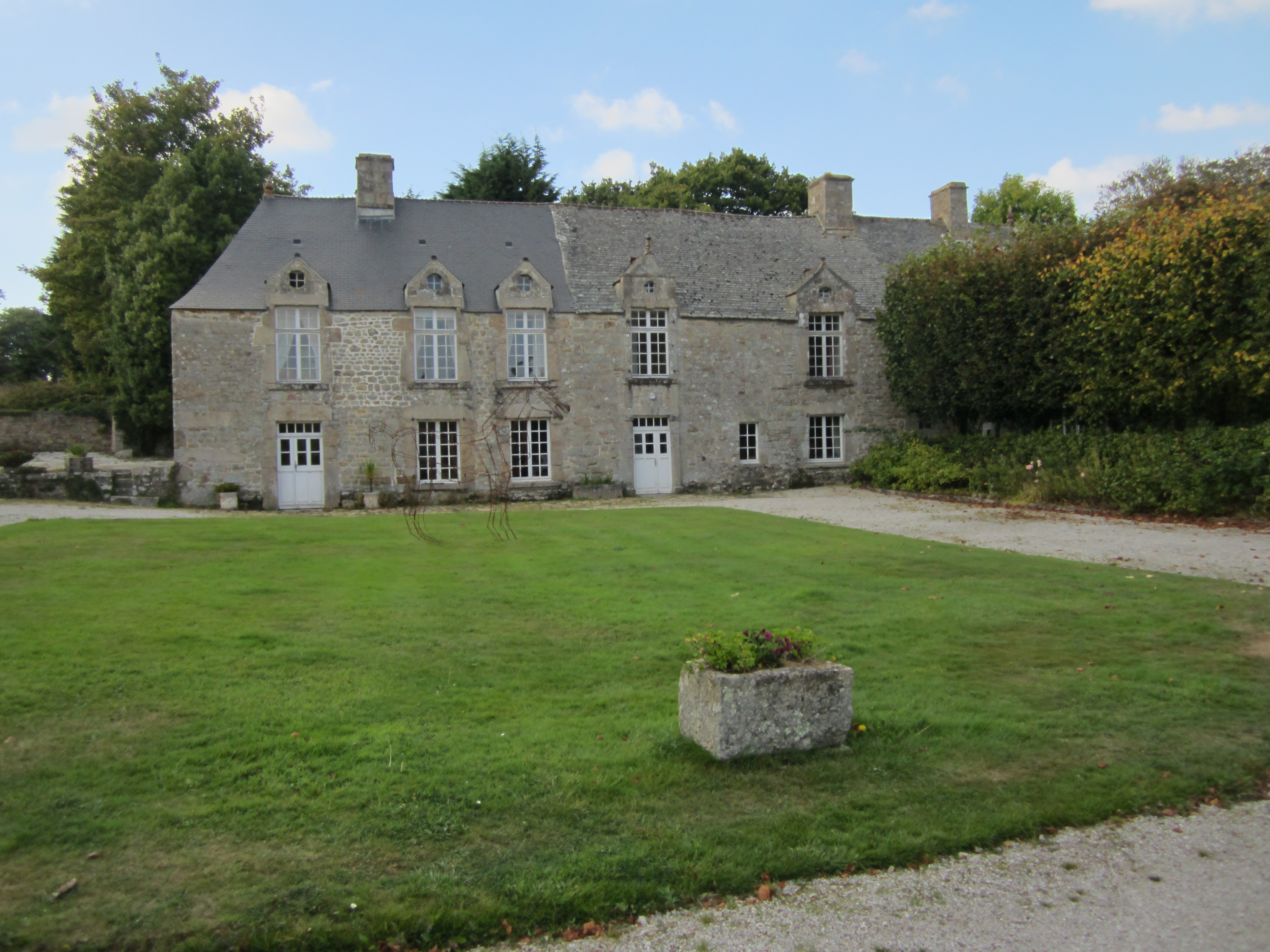
Les communs ; second manoir de Carneville daté de 1699.
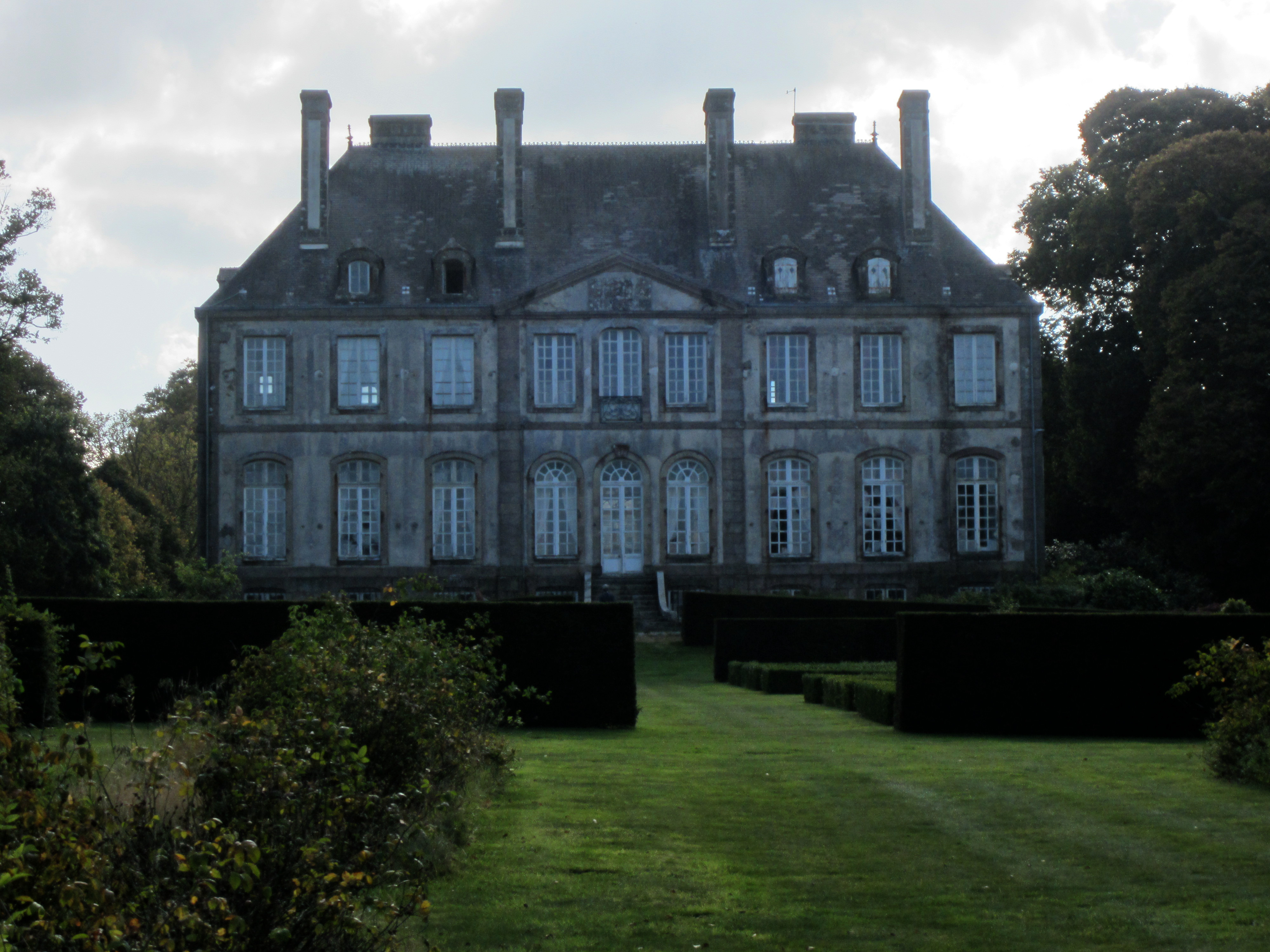
La façade arrière, vue du parc.
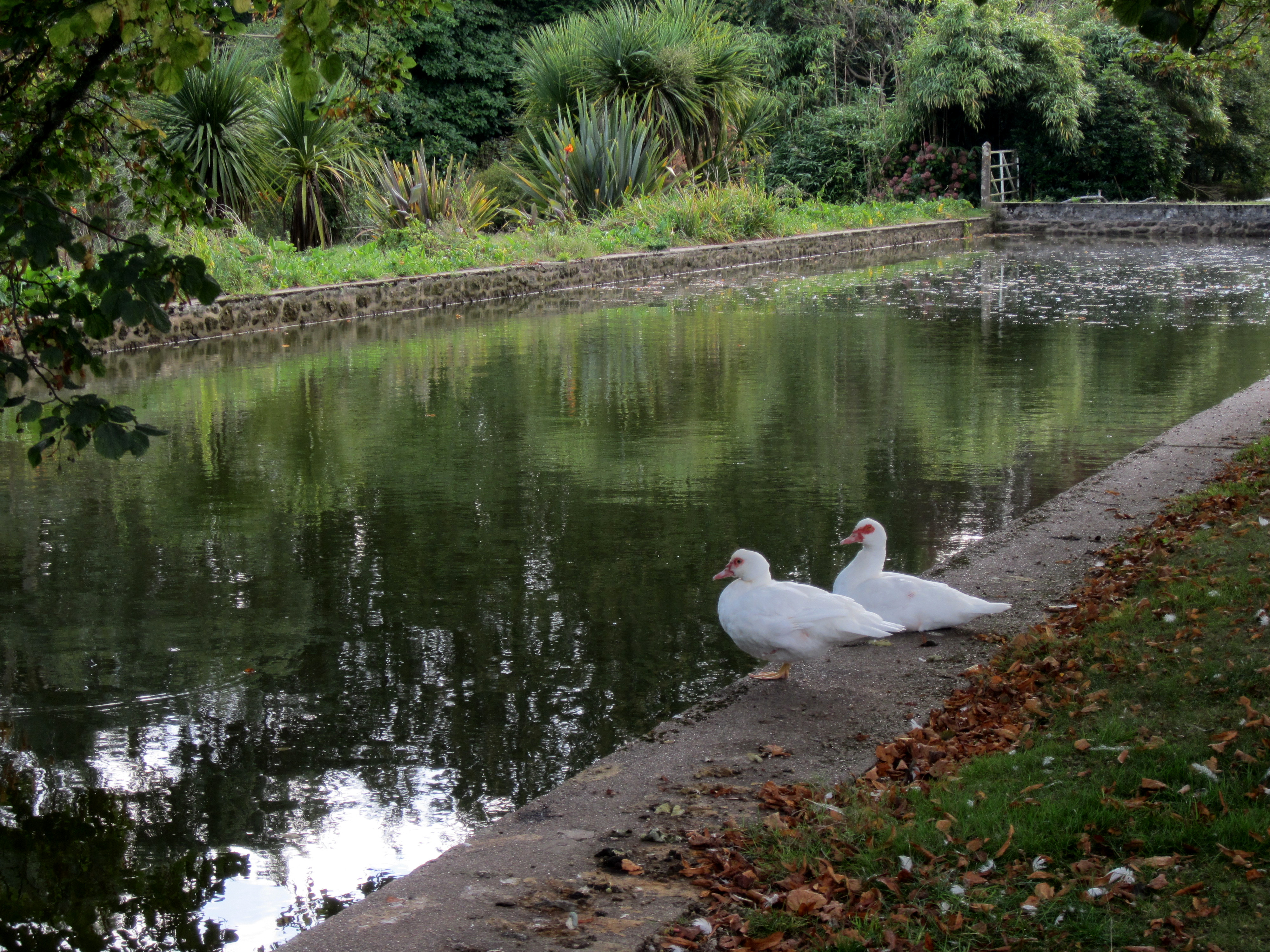
Bassin d'agrément.
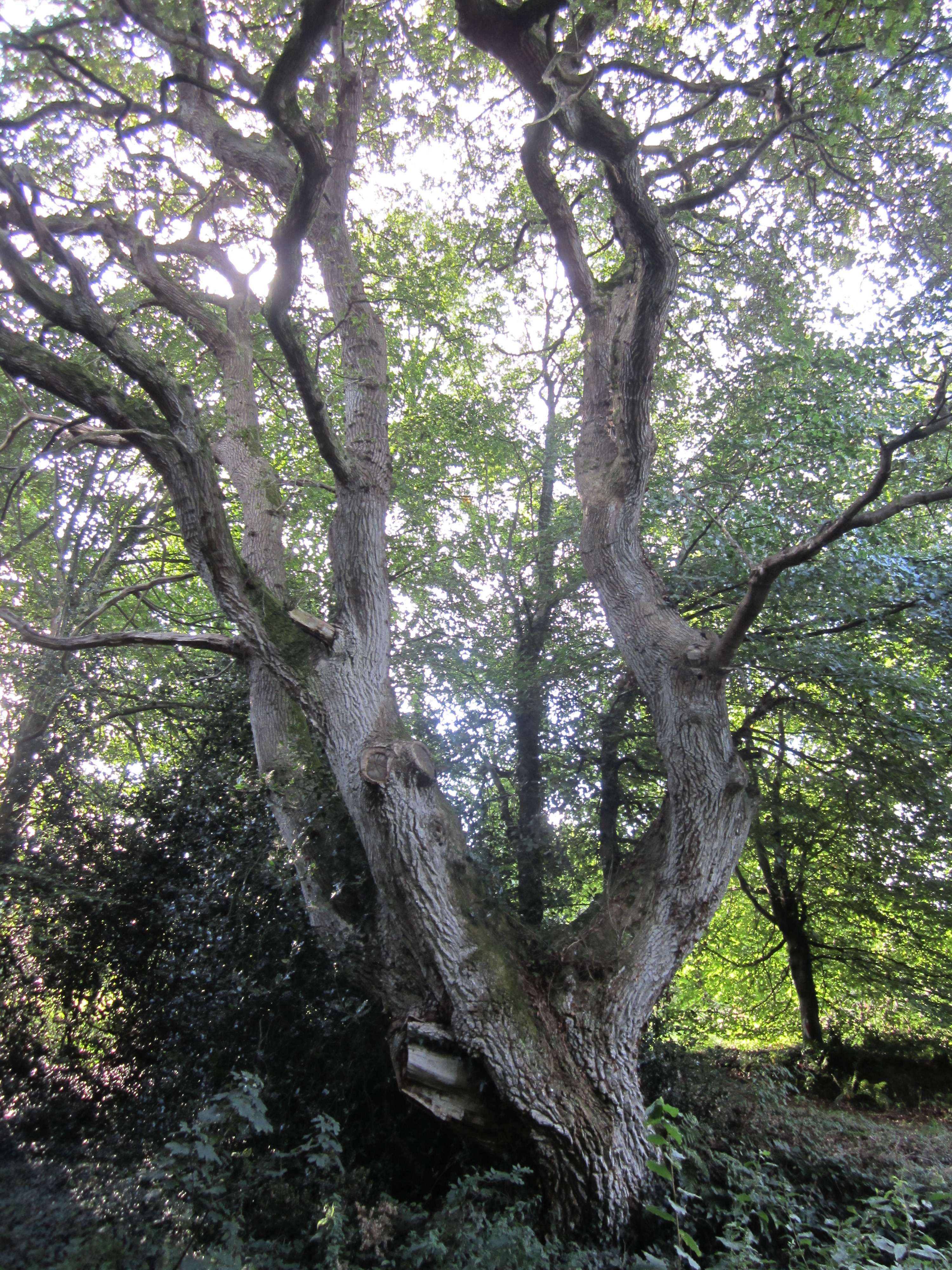
Château de Carneville, chêne centenaire.
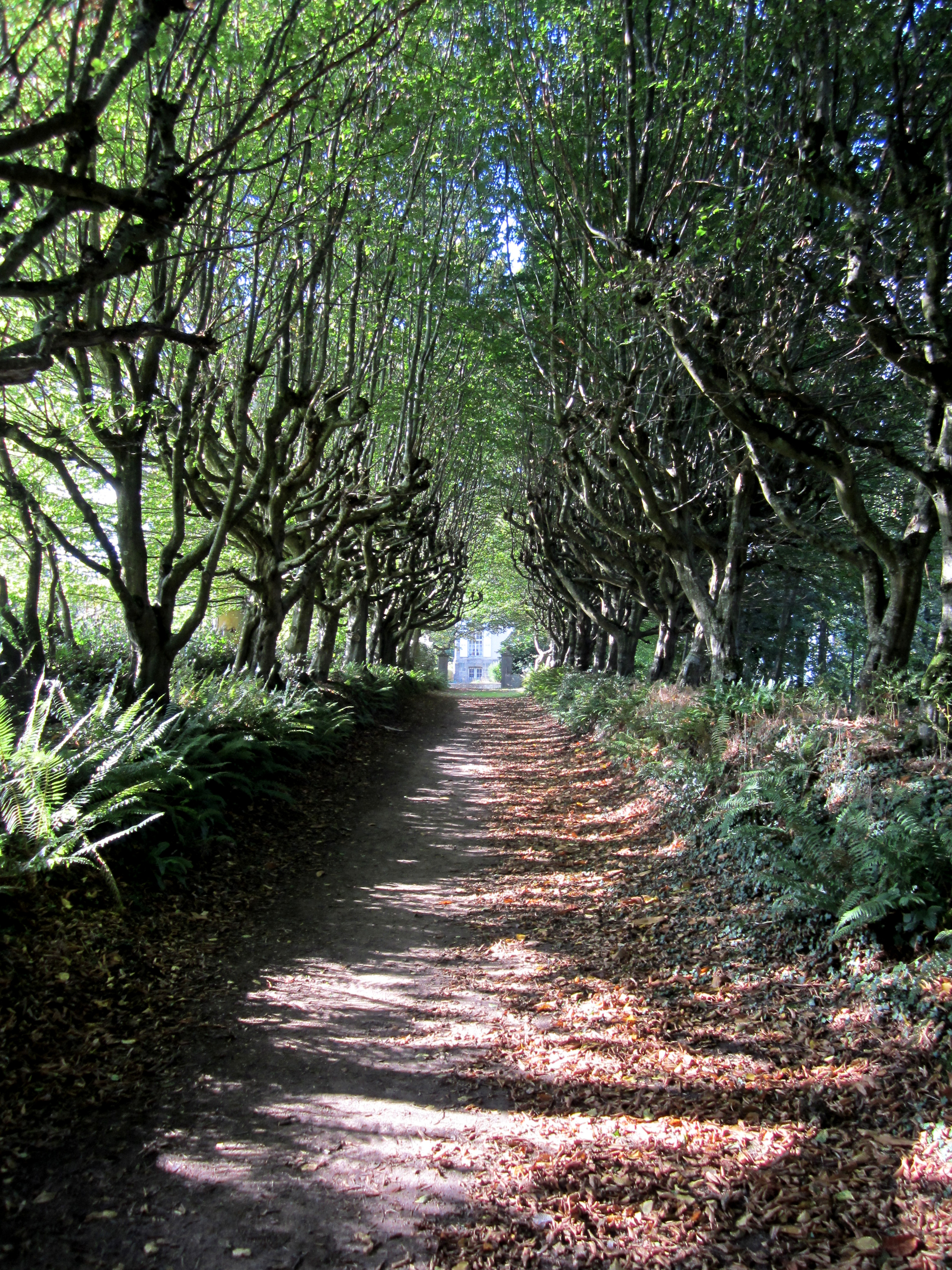
Charmille.